# Парламентские выборы на Аландских островах (2011)
Парламентские выборы на Аландских островах (2011) (швед. Lagtingsvalet på Åland 2011) — выборы в Парламент Аландских островов, проходившие 16 октября 2011 года.

## Результаты выборов
Результаты выборов в Парламент Аландских островов (16 октября 2011 года)
| Партии                                                                         | Голосов | Голосов | %     | %     | Мандатов | Мандатов |
| Партии                                                                         | 2011    | +/-     | 2011  | +/-   | 2011     | +/-      |
| Аландский центр (Åländsk Center)                                               | 3068    | -39     | 23,0  | −1,2  | 7        | −1       |
| Аландская либеральная партия (Liberalerna på Åland)                            | 2630    | -1546   | 19,7  | −12,9 | 6        | −4       |
| Аландская социал-демократическая партия (Ålands socialdemokrater)              | 2404    | +891    | 18,0  | +6,2  | 6        | +3       |
| Аландские умеренные (Moderaterna på Åland)                                     | 1810    | +577    | 13,5  | +3,9  | 4        | +1       |
| Независимый блок (Obunden samling)                                             | 1639    | +66     | 12,3  | ±0,0  | 4        | ±0       |
| Будущее Аландов (Ålands Framtid)                                               | 1286    | +216    | 9,6   | +1,3  | 3        | +1       |
| Избирательный штаб Хенрика Аппелквиста (Valmansförening för Henrik Appelqvist) | 138     | —       | 1,0   | —     | 0        | —        |
| Всего (от общего числа избирателей — 66,9 %)                                   | 13 360  |         | 100,0 |       | 30       | ±0       |
| Источник: JCI Mariehamn Архивная копия от 2 апреля 2015 на Wayback Machine     |         |         |       |       |          |          |

## Список депутатов
| Аландский центр - Карлссон, Рунар - Лундберг, Бритт - Петтерссон, Йорген - Слотте, Рогер - Элиассон, Турбьёрн - Энглунд, Андерс - Янссон, Харри Аландская либеральная партия - Асумаа, Тони - Перямаа, Матс - Сундблум, Торстен - Шёгрен, Катрин - Эрикссон, Вивека - Янссон, Гуннар | Аландская социал-демократическая партия - Бэйяр, Кристиан - Винэ, Йотэ - Кеметтер, Сара - Сундбак, Барбро - Фогелстрём, Карл Юхан - Холмберг, Игге Беззаботное сотрудничество - Валве, Вилле - Карлссон, Петри - Маттссон, Оке - Янссон, Рогер | Независимый блок - Нурдберг, Мика - Нюлунд, Карита - Сундман, Данне - Хиландер, Юн Будущее Аландов - Йонссон, Аксель - Эклунд, Браге - Эрикссон, Андерс |